# Cyrtodactylus biordinis
Cyrtodactylus biordinis là một loài thằn lằn trong họ Gekkonidae. Loài này được Brown & Mccoy mô tả khoa học đầu tiên năm 1980. Chúng là loài đặc hữu của đảo Guadalcanal (Quần đảo Salomon).